# Hirokazu Yasuda
Hirokazu Yasuda (jap. 	安田寛一 Yasuda Hirokazu; ur. 31 maja 1936) – japoński lekkoatleta, płotkarz.
Dwukrotny brązowy medalista igrzysk azjatyckich (1958 i 1962). W 1964 odpadł w eliminacjach podczas igrzysk olimpijskich w Tokio. Wielokrotny mistrz Japonii.
Czterokrotny rekordzista kraju:
- 14,5 (5 lipca 1961, Fukuoka)
- 14,4 (27 sierpnia 1962, Dżakarta)
- 14,2 (7 lipca 1963, Odawara)
- 14,2 (10 maja 1964, Odawara)

## Rekordy życiowe
- Bieg na 110 metrów przez płotki – 14,30 (1964)